# Mawnan

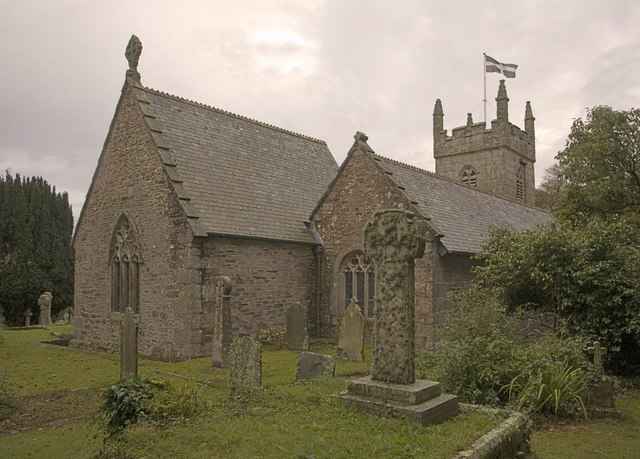
L'église de Mawnan.

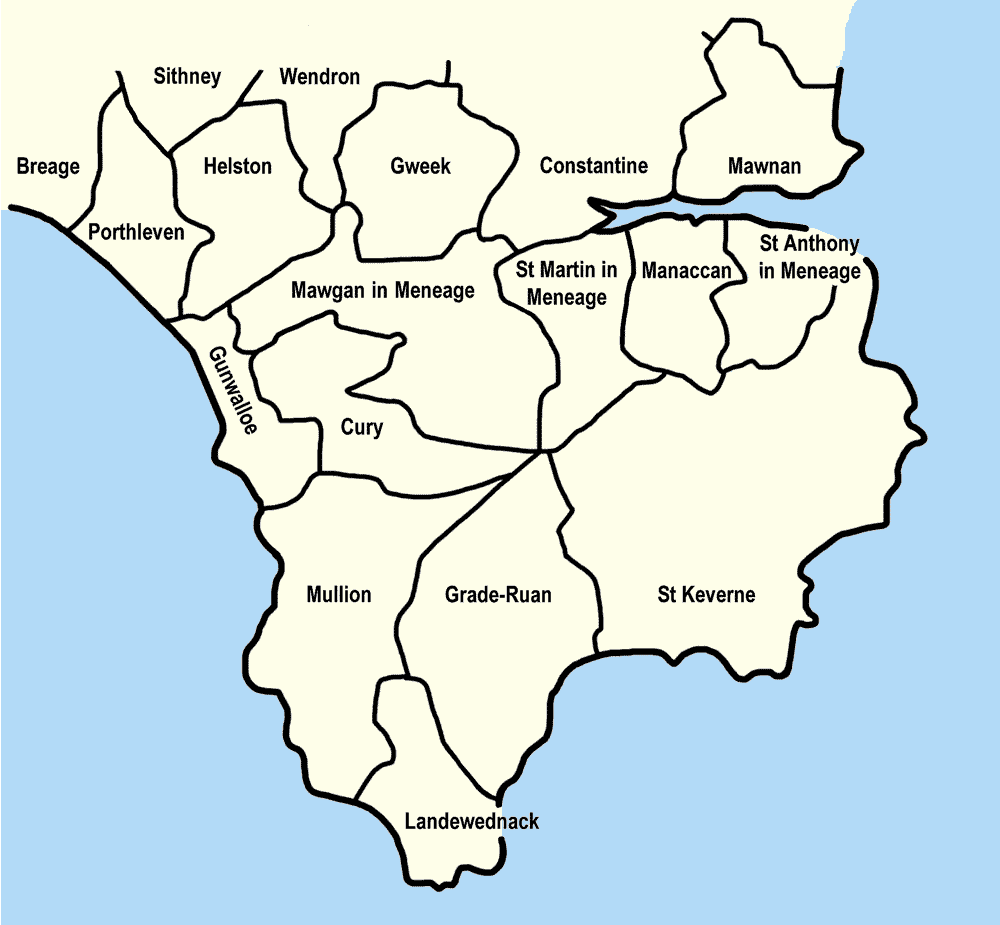
Carte des "paroisses civiles" des Cornouailles, Mawnan en haut à droite.

Mawnan (en cornique : Sen Mownan) est une « paroisse civile » (civil parish) du sud des Cornouailles, en Angleterre. Elle est située dans l'ancien district administratif de Kerrier, est bordée au sud par la rivière Helford et voisine la paroisse de Constantine. En 2001, la population était de 1454 habitants.
On y trouve le Glendurgan Garden (en), célèbre pour son labyrinthe de laurier-cerise, fondé dans les années 1820-1830 par Alfred Fox.

## Géographie
La paroisse de Mawnan est entièrement rurale et ne comprend que des hameaux et villages.  L'église se trouve dans le village de Mawnan Church, aussi appelé simplement Mawnan, et le seul autre grand village de la paroisse est Mawnan Smith.

## Étymologie
Il est possible que Mawnan tienne son nom de Saint Maunanus, qui était probablement un moine breton venu ici au VIe siècle av. J.-C..